# Vova Galchenko
Vladimir ”Vova” Galchenko, född 15 september 1987 i Penza i Ryssland, är en rysk framgångsrik jonglör som ofta ställer upp WJF (World Juggling Federation). Han har ett antal världsrekord och är bror till Olga Galchenko, som också är en framgångsrik jonglör.